# Мохаммед Шауш
Мохаммед Шауш (араб. محمد الشاوش, нар. 12 грудня 1966, Беркан) — марокканський футболіст, що грав на позиції півзахисника.
Виступав, зокрема, за клуб «Ніцца», а також національну збірну Марокко.

## Клубна кар'єра
У дорослому футболі дебютував 1985 року виступами за команду «Кавкаб», у якій провів три сезони. 
Згодом з 1988 по 1993 рік грав у складі команд «Сент-Етьєн», «Істр» та «Мец».
Своєю грою за останню команду привернув увагу представників тренерського штабу клубу «Ніцца», до складу якого приєднався 1993 року. Відіграв за команду з Ніцци наступні чотири сезони своєї ігрової кар'єри. Більшість часу, проведеного у складі «Ніцци», був основним гравцем команди.
Протягом 1997—1999 років захищав кольори клубу «Лаваль».
Завершив ігрову кар'єру у команді АПОЕЛ, за яку виступав протягом 1999—2000 років.

## Виступи за збірну
У 1986 році дебютував в офіційних матчах у складі національної збірної Марокко.
У складі збірної був учасником Кубка африканських націй 1992 року у Сенегалі, чемпіонату світу 1994 року у США.
Загалом протягом кар'єри в національній команді, яка тривала 10 років, провів у її формі 19 матчів, забивши 9 голів.